# Estrofantidina
La estrofantidina o estrofantidina κ con la fórmula química C23H32O6, es un cardenólido encontrado en especies del género Strophanthus. Es la aglicona de K-estrofantina, un análogo de ouabaína. La k-estrofantina se encuentra en las semillas maduras de Strophanthus kombe y en el lirio Convallaria.